# 茶谷義隆
茶谷 義隆（ちゃたに よしたか、1965年〈昭和40年〉9月6日 - ）は、日本の政治家、税理士。石川県七尾市長（2期）。

## 来歴
石川県七尾市出身。七尾市立御祓中学校（現・七尾市立七尾中学校）卒業。1984年（昭和59年）3月、石川県立七尾高等学校卒業。同年4月、金沢国税局総務部に採用される。1985年（昭和60年）4年、大阪国税局に勤務。
1990年（平成2年）3月、近畿大学法学部卒業。2010年（平成22年）7月、金沢国税局七尾税務署に勤務。2013年（平成25年）7月、金沢国税局を退職し、税理士となる。
2020年（令和2年）6月15日、七尾市長の不嶋豊和は、年内の改装オープンを目指していた複合商業施設「パトリア」について、新型コロナウイルスの影響でテナント誘致に遅れが出ていることを市議会定例会で明らかにした。駅前再生など市政運営を巡り経済界などの不満が高まる中、同年7月28日、茶谷は自身が運営する市内の飲食店で集会を開き、任期満了に伴う七尾市長選挙に立候補する意向を関係者に伝えた。集会には衆議院議員の近藤和也、七尾商工会議所副会頭らが出席した。自民党県議の和田内幸三は不嶋市政を公然と批判し、和田内のほか市議会第二会派「新政会」も茶谷を支持する方針を明らかにした。
同年10月25日に行われた七尾市長選挙に学校給食費の無償化や議員報酬増額の凍結などを公約に掲げて立候補。衆議院議員の西田昭二、自民党県議の清水真一路、市議会第一会派「灘会」の市議らが推した現職の不嶋豊和ら2候補を破り初当選した。
※当日有権者数：44,090人 最終投票率：63.34%（前回比：{{{前回比}}}pts）
| 候補者名   | 年齢 | 所属党派 | 新旧別 | 得票数   | 得票率 | 推薦・支持 |
| ---------- | ---- | -------- | ------ | -------- | ------ | ---------- |
| 茶谷義隆   | 55   | 無所属   | 新     | 11,574票 | 41.88% |            |
| 不嶋豊和   | 71   | 無所属   | 現     | 10,762票 | 38.94% |            |
| 森山外志夫 | 71   | 無所属   | 新     | 5,301票  | 19.18% |            |

2024年（令和6年）10月27日に行われた七尾市長選挙で元市議の木戸奈諸美との一騎打ちを制し再選した。
※当日有権者数：40,542人 最終投票率：66.00%（前回比：{{{前回比}}}pts）
| 候補者名   | 年齢 | 所属党派 | 新旧別 | 得票数   | 得票率 | 推薦・支持 |
| ---------- | ---- | -------- | ------ | -------- | ------ | ---------- |
| 茶谷義隆   | 59   | 無所属   | 現     | 13,800票 | 52.77% |            |
| 木戸奈諸美 | 50   | 無所属   | 新     | 12,353票 | 47.23% |            |

## 市政
- 就任後市長として臨んだ議会で、選挙前に表明していたパトリア解体の考えや、ごみ処理施設の談合疑惑について事実関係を追及され、いずれも撤回に追い込まれる[9][10]。
- 給食費無償化や市役所出張窓口の復活、議員報酬の削減などの公約をすべて見送り、市民や市議会から強く批判され[11]、公約になかった下水道の値上げ案や組織機構の変更案は議会で否決される事態となった[12]。